# Crestone
|  | No s'ha de confondre amb Creston. |

Crestone és una població dels Estats Units a l'estat de Colorado. Segons el cens del 2000 tenia 73 habitants.

## Demografia
Segons el cens del 2000, Crestone tenia 73 habitants, 45 habitatges, i 18 famílies. La densitat de població era de 112,7 habitants per km².
Per edats la població es repartia de la següent manera: un 8,2% tenia menys de 18 anys, un 4,1% entre 18 i 24, un 23,3% entre 25 i 44, un 45,2% de 45 a 60 i un 19,2% 65 anys o més.
L'edat mediana era de 52 anys. Per cada 100 dones de 18 o més anys hi havia 103 homes.
La renda mediana per habitatge era de 31.250 $ i la renda mediana per família de 40.000 $. Els homes tenien una renda mediana de 22.813 $ mentre que les dones 27.917 $. La renda per capita de la població era de 22.291 $. Entorn del 18,8% de les famílies i el 19,7% de la població estaven per davall del llindar de pobresa.

## Poblacions properes
El següent diagrama mostra les poblacions més properes.